# Čilec
Čilec település Csehországban, a Nymburki járásban. Čilec Zbožíčko, Straky, Krchleby, Kostomlaty nad Labem, Kamenné Zboží és Dvory településekkel határos. Lakosainak száma 231 fő (2024. január 1.).

## Népesség
A település lakosságának változását az alábbi diagram mutatja:
| Lakosok száma | 228  | 313  | 357  | 317  | 281  | 193  | 241  | 231  | 228  | 231  |
|               | 1869 | 1890 | 1921 | 1950 | 1980 | 2001 | 2017 | 2019 | 2022 | 2024 |